# Accipiter chionogaster
Lo sparviero pettobianco (Accipiter chionogaster (Kaup, 1852)) è un uccello rapace della famiglia degli Accipitridi diffuso dal Messico meridionale al Nicaragua.

## Descrizione

### Dimensioni
Misura circa 30 cm di lunghezza, per un peso di 87-218 g; l'apertura alare è di 52–68 cm.

### Aspetto
La specie riceve un trattamento diverso a seconda degli autori o delle istituzioni. Secondo la International Ornithologists' Union e Handbook of the Birds of the World, si tratterebbe di una specie distinta, mentre BirdLife International e Global Raptors la considerano ancora una sottospecie dello sparviere americano (Accipiter striatus), così come lo sparviere zamperossicce.
Negli adulti, le parti superiori sono uniformemente grigio scure. Le parti inferiori sono bianche con sottili strisce nere sulle piume del mento, della gola e della parte alta del petto. Le cosce presentano un leggero accenno di rosso chiaro. La coda è scura con larghe bande grigie e squadrata all'estremità. Rispetto allo sparviere bicolore, lo sparviero pettobianco è generalmente più piccolo e presenta parti inferiori più chiare.
L'iride è rossa o arancione. Le zampe sono gialle. La femmina è simile al maschio, ma è quasi il 10% più grande e quasi due volte più pesante. Gli immaturi hanno una maggiore quantità di strisce, più marroni e più verticali sulle parti inferiori..

### Voce
Come lo sparviere americano, si presume che questa specie sia piuttosto silenziosa al di fuori della stagione di nidificazione.

## Biologia
Lo sparviero pettobianco ha abitudini del tutto simili a quelle dello sparviere americano e si ritiene sia sedentario. Questo uccello cerca di sorprendere le prede nascondendosi tra il fogliame e volando rapidamente attraverso la vegetazione. È un vero esperto nel volare attraverso i boschetti fitti.

### Alimentazione
La dieta non è conosciuta in dettaglio. Secondo Global Raptors, come lo sparviere americano (Accipiter striatus), loro parente stretto, gli sparvieri pettobianco si sono specializzati nel dare la caccia a uccelli di piccole e medie dimensioni, anche se a volte catturano prede di taglia più consistente, come i piccioni codafasciata (Patagioenas fasciata). Tra le prede più frequenti figurano il piccione codafasciata, l'averla formichiera barrata, il solitario dorsobruno, la tortora alibianche, la parula verde golanera, il tordo di Swainson, lo scricciolo nucarossiccia, il tordo argilla e la parula delle magnolie. Dal momento che è piuttosto difficile riconoscere le prede nel momento in cui vengono catturate, la maggior parte di esse vengono identificate in seguito grazie alle piume strappate che vanno a formare dei monticoli in prossimità del nido. Occasionalmente, gli sparvieri pettobianco mangiano anche roditori, lucertole, rane, serpenti e grossi insetti.

### Riproduzione
Nel corso degli ultimi anni, Jenner e i suoi colleghi ornitologi hanno scoperto numerosi nidi sul Cerro El Péricon nel Salvador. In questo paese dell'America centrale, il ciclo riproduttivo è particolarmente lungo. La formazione delle coppie ha luogo in ottobre e la costruzione dei nidi si effettua nel mese di dicembre. Le uova vengono deposte a marzo e i giovani prendono il volo a giugno, anche se rimangono nei pressi del nido fino alla fine di luglio. Nelle foreste di pini ci sono molti nidi: qui il loro numero raggiunge spesso una densità media di 5,1 nidi per chilometro quadrato e la distanza tra le costruzioni vicine non supera generalmente i 580 metri. Tuttavia, non possediamo praticamente alcuna informazione sulle abitudini riproduttive di questo uccello, anche se si suppone che siano abbastanza simili a quelle dello sparviere americano.

## Distribuzione e habitat
Gli sparvieri pettobianco frequentano numerosi tipi di habitat boschivi e di foreste. Si incontrano principalmente nelle zone miste di pini e querce, ma non disdegnano le foreste nebulose caratterizzate da alberi di latifoglie, le foreste pluviali di montagna e i boschetti semiaperti, principalmente al di sopra dei 600-900 metri di altitudine. Occasionalmente, questi uccelli si possono spingere fino a 3000 o addirittura 4000 metri.
Gli sparvieri pettobianco sono originari dell'America centrale, dall'estremità meridionale del Messico (Chiapas e Oaxaca) fino al Salvador e al Nicaragua, passando per il Guatemala e l'Honduras. La loro presenza nel Belize è considerata dubbia. La specie è monotipica.

## Conservazione
Secondo Handbook of the Birds of the World, questa specie non sembrerebbe essere in pericolo: occupa un areale abbastanza limitato, ma è piuttosto comune nella maggior parte delle regioni che occupa. Data la significativa deforestazione cui va incontro gran parte del suo territorio, sarebbe comunque auspicabile un monitoraggio continuo e scrupoloso. Pur non figurando sulla lista rossa della IUCN, lo sparviero pettobianco andrebbe classificato tra le «specie a rischio minimo» (Least Concern).